# 米莉·布賴特
米莉·布賴特，OBE（英語：Millie Bright，1993年8月21日—）是一名英格兰女子足球職業運動員，司職後衛，目前效力於切爾西女子足球俱樂部。英格蘭國家隊成員。她曾代表英格蘭女足參加U19和U23錦標賽。
她在效力切爾西女足俱樂部期間，已獲得三個超級聯賽冠軍，以及兩個女足總盃冠軍。
她入選2020年、2021年國際職業足球員協會(FIFA FIFPro)年度最佳十一人。